# Matty Matthews
Matty Matthews est un boxeur américain né le 13 juillet 1873 et mort le 6 décembre 1948 à Brooklyn, New York.

## Carrière
Passé professionnel en 1894, il devient champion du monde des poids welters le 16 octobre 1900 après sa victoire aux points contre James Rube Ferns. Battu lors du combat revanche le 24 mai 1901, il met un terme à sa carrière en 1908 sur un bilan de 56 victoires, 24 défaites et 18 matchs nuls.